# Folklore russe
 (janvier 2020).

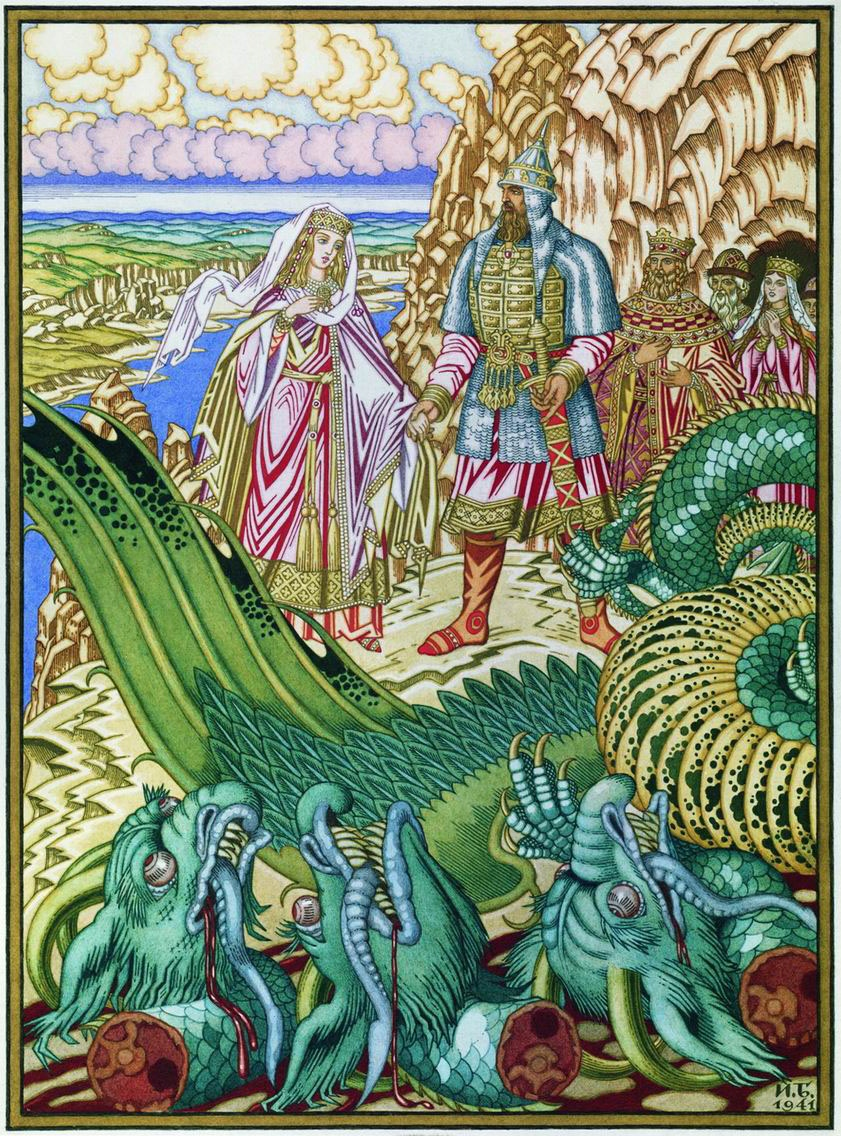
Dobrynia Nikititch sauve Zabava Poutiatitchna des griffes du dragon Gorynytch, par Ivan Bilibine.

Le folklore russe est le folklore commun aux Russes et aux autres groupes ethniques de Russie.
Son histoire remonte aux croyances païennes des anciens Slaves, et se rencontre aujourd’hui dans les contes russes.
Les poèmes narratifs héroïques russes, connus sous le nom de bylines, tiennent également une place importante dans la mythologie slave. Les plus vieux poèmes du cycle de Kiev ont été en grande partie trouvés dans le Nord de la Russie, principalement en Carélie, où a également été recueilli l'essentiel de l'épopée nationale finlandaise, le Kalevala.
Certains poètes russes comme Piotr Erchov et Leonid Filatov ont fait bon nombre d’interprétations poétiques de ces contes russes traditionnels et certains, comme Alexandre Pouchkine, ont créé des contes merveilleux en vers, qui ont acquis une grande popularité. Côté cinéma, de célèbres réalisateurs, tels qu’Alexandre Ptouchko (Ilya Muromets, Le Tour du monde de Sadko) et Alexandre Rou (Morozko, Vassilissa-la-très-belle), se sont inspirés de ces contes russes et bylines afin de les adapter à l’écran (dessins animés et films).

## Histoire du folklore russe

### Tradition folklorique de laRus'pré-chrétienne (avant 987)
L'organisation des premières sociétés slaves semble reposer sur de petites villes dirigées par un ensemble de personnes, plutôt que par un chef particulier. L'accent était mis sur l'unité familiale.
Les Slaves peuplaient au départ le territoire actuel des pays européens de l'Est. Les Slaves orientaux proviennent du bassin de la Volga et du Dniepr. L'Oka matérialise la terre-mère des tribus slaves, là où leur culture a émergé. La culture des Slaves méridionaux s'étend pour sa part dans la région des Balkans. Quant aux Slaves occidentaux, ils s'implantent dans l'est de la Pologne actuelle. De toutes parts, la nature joue un rôle clé dans ces premières cultures slaves.

#### L'importance de la fertilité
La « Terre Mère Humide », probablement liée à la divinité postérieure Mokoch (qui signifie humide, et qui vient peut-être d'origines finnoises), se présente comme un culte central. Mokoch était la déesse des femmes, des enfants, des animaux, et était adorée pour sa fertilité. Le sol russe est rarement assez riche pour une agriculture pérenne : les pluies y sont imprévisibles, et mal réparties dans le temps comme sur les territoires ; la belle saison y est courte. La fertilité et l'humidité sont donc indissociablement liées à la réussite de l'agriculture russe. Cette nécessité était d'autant plus forte que ces premiers peuples recouraient peu à la chasse ou à l'élevage, et avaient des rapports conflictuels avec leurs voisins.
Par ailleurs, des éléments indiquent que les premières cultures slaves accordaient une place importante aux éléments féminins. Un mouvement vers une société plus patriarcale aurait eu lieu lors de l'implantation du christianisme dans cette zone.

#### Prévalence de l'animisme
Le culte rendu aux ancêtres était une autre part importante de la culture de ces tribus, et permettait le lien entre générations passées et futures. L'animisme était en outre une croyance répandue : les esprits de la nature comme de la maison faisaient partie des représentations communes tribales.

### Folklore de la Rus' chrétienne (987-1917)
Vladimir Ier, dit aussi saint Vladimir ou Vladimir le Grand, se convertit en 987 au christianisme, et en fait la religion d'État de la Rus' de Kiev. Il avait auparavant tenté d'imposer un panthéon païen, constitué largement d'éléments étrangers au peuple russe, sans succès. Le christianisme ayant déjà été implanté dans la région, il y fut mieux accueilli. Les idoles païennes implantées à Kiev et à Novgorod par Vladimir Ier furent détruites.

#### Lutte contre les traditions païennes
Malgré une chasse menée contre les croyances païennes, les cultes des ancêtres et des esprits survivaient dans des rituels, des histoires, des invocations et des gestes de la vie paysanne. Certaines divinités païennes ont donc été rattachées aux saints chrétiens. D'autre part, les fêtes païennes restèrent en général en place, mais leur nom fut remplacé, comme pour le Jour de la Trinité, durant lequel les paysannes avaient pour coutume d'honorer la créature Roussalka, de commémorer les défunts, et de s'adonner à la divination. De même, la fête de la Saint-Jean, marquait originellement la fin du printemps, et permettait, sous forme de rituels, de favoriser le retour prochain d''une nouvelle saison. La persistance de croyances païennes au sein d'une société chrétienne a mené à une sorte de « religion double », particulièrement dans la culture paysanne.
Certains rites païens étaient cependant bien perçus par l'Église, et même encouragés. Ils devaient alors être réinterprétés dans l'univers chrétien. Par exemple, le rituel liminaire de l'hiver consistant à répandre du foin au sol fut réinvesti comme une manière de célébrer la naissance de Jésus à Noël. Lorsque l'Église condamnait une pratique, la stratégie consistait non pas à la démystifier, mais plutôt à l'attribuer à l'œuvre du Diable.

### Folklore russe pendant laRussie soviétique(1917-1991)

#### La décennie dorée des études folkloriques (1917-1928)
Les spécialistes en folklore[réf. souhaitée] considèrent aujourd’hui les années 1920 comme l’âge d’or du folklore en Union soviétique.
Le nouveau gouvernement en difficulté, et qui à l’époque concentrait ses efforts sur la création d’un nouveau système administratif et la reconstruction de l’économie nationale en retard, n’avait que faire de contrôler la littérature d’où le développement des études du folklore. Il existait deux tendances élémentaires dans l’étude du folklore pendant cette décennie : les écoles formalistes et finnoises. Le formalisme mettait l’accent sur la forme artistique des anciens contes et bylines : en particulier l’utilisation de structures distinctes et de techniques poétiques. L’école finnoise s’intéressait aux similarités entre diverses légendes des régions d’Europe de l’Est. Les spécialistes finnois ont rassemblé des contes de différents endroits afin d’étudier leurs similarités et différences dans l’espoir de retracer le parcours de ces histoires héroïques.

#### Censure soviétique impulsée par Staline (à partir de 1928)
Dès que Staline est venu au pouvoir et a mis en place le premier plan quinquennal en 1928, le gouvernement soviétique a commencé à critiquer et à censurer les études du folklore. Staline et le gouvernement soviétique ont réprimé le folklore, croyant qu’il soutenait l’ancien régime tsariste et l’économie capitaliste. Ils l’ont vu comme une réminiscence de la société russe arriérée que les bolcheviks essayaient de changer. Afin de contrôler les études du folklore et d’empêcher les idées nuisibles de se propager au sein de la population, le gouvernement a créé l’AREP, l’Association russe des écrivains prolétariens. L’AREP s’est principalement concentrée sur la censure des contes et de la littérature pour enfants, considérant que ces histoires fantastiques et « ces absurdités bourgeoises » portaient préjudice au développement des citoyens soviétiques honnêtes. Les livres de contes ont été retirés des bibliothèques et les enfants ont été encouragés à lire des livres sur la nature et les sciences. L’AREP a finalement renforcé la censure et est devenue l’Union des écrivains soviétiques en 1932.

#### Vers un rattachement du folklore russe aux valeurs communistes (à partir de 1932)
Il était alors nécessaire pour les intellectuels de justifier l’utilité de l’étude du folklore devant le régime communiste. Les collections du folklore, ainsi que tout autre document jugé inutile à la réalisation du plan quinquennal de Staline, ne valaient pas le temps passé à les étudier. En 1934, Maxime Gorki prononça un discours à l'Union des écrivains soviétiques : le folklore pourrait, en effet, être utilisé expressément comme une des valeurs promues par le communisme. Après avoir expliqué la valeur artistique du folklore, il a souligné que les légendes et les contes traditionnels féeriques exposaient des idéaux axés sur la communauté, illustrant ainsi le modèle citoyen soviétique. Le folklore russe, dont beaucoup des thèmes sont fondés sur les difficultés d’un mode de vie basé sur le travail, était une notion essentielle pour le communisme qui n’aurait pas existé sans la participation directe des classes ouvrières. En outre, Gorki a expliqué que les personnages du folklore faisaient preuve d’un grand optimisme, et pourraient donc encourager les lecteurs à maintenir un état d'esprit positif, en particulier parce que le développement du communisme a changé leur vie.

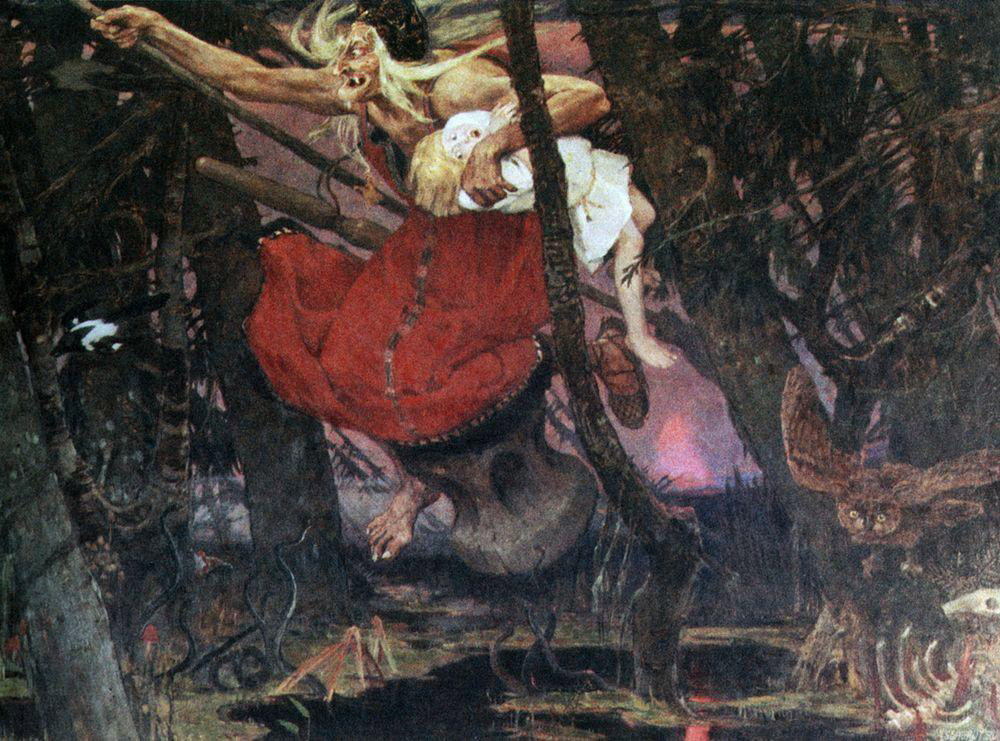
Baba Yaga, par Viktor Vasnetsov

Iouri Sokolov, président de la section folklore de l'Union des écrivains soviétiques, a également favorisé l'étude du folklore, en faisant valoir que le folklore était à l'origine de la tradition orale des travailleurs et par conséquent pourrait être utilisé pour motiver et inspirer les projets collectifs du prolétariat actuel. Dans les contes traditionnels russes les personnages se sont souvent retrouvés dans un voyage de découverte de soi, un processus qui les a amenés à se valoriser non en tant qu'individus, mais plutôt en tant que partie nécessaire d'un ensemble commun. Les comportements de ces personnages légendaires faisaient échos à l'état d'esprit que le gouvernement soviétique voulait inculquer à ses citoyens. Il a également souligné l'existence de nombreux contes qui ont montré des membres de la classe ouvrière se déjouer de leurs maîtres cruels, cela prouvait à nouveau la valeur du folklore à l’encontre de l'idéologie soviétique et la société de la nation dans son ensemble.

#### Diffusion soviétique des histoires folkloriques (années 1930 et au-delà)
Convaincu par Maxime Gorki et les arguments de Sokolov, le gouvernement soviétique et l'Union des écrivains soviétiques ont commencé à recueillir et évaluer les éléments folkloriques des régions du pays. L'Union triait et préservait les histoires uniques qui, à leurs yeux, promouvaient suffisamment l'esprit collectiviste et montraient les avantages du régime soviétique et de son progrès. Il a ensuite redistribué à la population des copies d’histoires folkloriques approuvées par le gouvernement. Au même moment, des centres dédiés au folklore local ont surgi dans toutes les grandes villes. Ces organisations avaient pour responsabilité de favoriser le sentiment de nationalisme soviétique et de veiller à ce que les médias publient des versions approuvées des contes russes.

##### L'avènement d'un genre nouveau: lesnoviny
En plus des contes traditionnels et des bylines déjà existantes, certains auteurs contemporains écrivirent de nouvelles histoires matinées d'idéologie communiste. Ces contes d'un nouveau genre mélangent les structures et les thèmes des vieux poèmes, avec des éléments de la vie quotidienne soviétique. Ces histoires, appelées noviny, marquent la renaissance du genre épique russe. Les folkloristes ont été chargés d'apprendre aux conteurs modernes le style conventionnel et la structure des bylines traditionnelles. Ils leur expliquèrent également les valeurs communistes qu'ils devaient mettre en valeur dans les nouvelles histoires.
Étant donné que ces conteurs étaient en général peu éduqués, ils avaient besoin d'apprendre en détail les codes de l'idéologie marxiste avant de présenter les contes qu'ils devaient répandre d'une manière satisfaisante pour le gouvernement soviétique. Par ailleurs, la plupart de ces raconteurs voyageaient par tout le pays afin d'avoir une connaissance directe de la vie de la classe laborieuse, et ainsi convoyer leurs récits de manière plus convaincante. Du fait du rôle central qui leur était donné dans la diffusion du message communiste, quelques-uns d'entre eux finirent reconnus par la haute société soviétique ; un petit nombre, et en dépit de leur illettrisme, furent même élus membres de l'Union des auteurs russes.
Ces contes et chants d'un genre soviétique nouveau se concentraient originellement sur les différences de conditions de vie entre l'existence misérable sous l'ancienne Russie tsariste et les améliorations dues au gouvernement de Staline. Leurs personnages représentaient des individus auxquels les populations devaient espérer ressembler, de pures incarnations de l'homme nouveau soviétique. Les héros des contes soviétiques avaient pour but de dépeindre une nouvelle version, meilleure, du citoyen moyen, ce qui donnait au spectateur une vision claire de ce vers quoi il devait tendre : un homme au service du collectif.

##### Staline, figure mythique
Ces histoires remplacèrent la magie par la technologie, ou par des forces surnaturelles propres à Staline. À la place d'un conseil reçu par une créature mythique, le protagoniste le recevait de Staline omniscient. Si le personnage suivait ce conseil, le succès dans toutes ses entreprises et sa transformation en « homme nouveau soviétique » lui étaient assurés. Les méchants de ces histoires étaient en règle générale les Blancs et leur chef Idolisce, « l'idole la plus monstrueuse », et qui équivalait au Tsar. Les descriptions des Blancs dans les noviny copiaient celles des Tartares dans les bylines. Dans ces nouveaux contes, les Blancs étaient d'incompétents et lâches capitalistes, tandis que les Soviets devenaient d'invincibles héros.

#### Décès de Staline et mort du genre (depuis 1953)
À la mort de Staline, en 1953, les folkloristes d'alors abandonnèrent rapidement les histoires de cette période. Leur écriture provenait d'auteurs individuels, non pas de la tradition orale de la classe laborieuse. C'est pourquoi les noviny ne sont plus de nos jours rattachés au folklore russe, ni même soviétique.Sans réelle connexion avec les masses, les noviny ne devinrent autre chose que de la littérature moderne. Les spécialistes décidèrent donc que les tentatives pour représenter la vie quotidienne de l'époque dans un cadre propre aux anciennes épopées ne pouvaient faire partie du folklore originel. Le nom de Staline fut rayé des rares contes de cette époque à avoir survécu. Plutôt que de voir une renaissance du genre épique à l'époque de Staline, l'opinion commune aujourd'hui consiste à considérer la période comme celle de nombreuses infidélités et maladresses.

## Éléments du folklore

### Contesfolkloriques russes
Il existe des preuves de l'existence de contes russes dès le XIIe siècle, ce qui indique que leur apparition est un peu antérieure. Une faible part de leur contenu subsiste de nos jours, notamment à cause de la destruction des récits non-chrétiens par l'Église. L'interdiction formelle de raconter de telles histoires remonte au XIIe siècle, et certains transgresseurs ont pu être mis à mort. Ce n'est qu'au XVIe siècle que les contes russes commencèrent à être retranscrits, et qu'au XIXe siècle qu'un recueil de contes traditionnels fut publié par Bogdan Bronitsyn, en 1838. L'étude du folklore gagna en popularité surtout à la fin du XXe siècle, autour des années 1960.
Plusieurs tentatives de catégorisation du folklore européen se sont succédé, dont celui commencé par le folkloriste finnois Antti Aarne, puis développé par N. P. Andreyev, professeur à Léningrad. Ce système distingue 915 types principaux de contes (catégorisés selon les thèmes, les intrigues, les personnages, et d'autres éléments narratifs). Parmi ceux-là, environ un tiers (317 types) sont communs aux contes de l'Europe de l'Ouest et de l'Est, un autre tiers (302 types) sont exclusifs à l'Europe de l'Ouest, un dernier tiers (296 types) à l'Europe de l'Est seulement.

### Magie populaire
Dans la Russie ancienne et paysanne, il existait deux types principaux de magie : une magie maléfique, une magie noire ; et une magie bénéfique, une magie du bien. La première est rattachée au Diable, et était perçue comme dangereuse. La seconde fournit protection contre les forces maléfiques et moyens d'action pour faire le bien. Certaines pratiques magiques, comme la divination, qui était traditionnellement rattachée à la magie bénéfique, ont été catégorisées par la suite comme pratiques maléfiques par l'Église chrétienne. La majeure partie de la magie bénéfique était « homéopathique », ce qui veut dire qu'une action symbolique était produite dans l'espoir de susciter une conséquence réelle du même type. Par exemple, le rituel printanier consistant à représenter de petits gâteaux d'oiseaux transportant des brindilles était censé favoriser le vol de l'oiseau, associé à la venue du printemps. De telles traditions de magie populaire ont laissé trace jusqu'en 1648 à Moscou.

### Incantations (ou sorts)
Les incantations sont les paroles magiques proférées pour accomplir certaines tâches. Certains sorts peuvent être utilisés pour conjurer un liéchi, par exemple. D'autres peuvent être utilisés afin d'accomplir un rituel. Leur structure a en commun le fait de décrire une action et la signification voulue, afin que la personne réalise effectivement l'action par le fait de la dire. Par exemple, un sort d'amour commence ainsi : « Je me lèverai, humble serviteur de la personne en question, je viendrai de la maison vers l'allée, et de l'allée vers la grille, (...) ». Il est habituel qu'un sort invoque également Dieu ou des saints. Une invocation contre les mots de dents s'exprime comme tel :
« Sur trois chemins, il se trouve un arbre le long du sentier. Sous l'arbre un corps gît, passe alors saint Anthony, qui dit : « Pourquoi toi, corps, gis-tu là ? Tes dents te font-elles mal ? Tes côtes se font-elles sentir ? Les vers te dévorent-ils ? Te vides-tu de ton sang ? — Je n'ai pas mal. » Va aussi insensible, toi, dent de <la personne concernée>, humble serviteur de Dieu, tel un cadavre ; rends-le fort, Seigneur, plus fort qu'une pierre. »
Une des plus anciennes invocations recueillies dans le folklore traditionnel russe est à trouver dans la Chronique russe, datant du Xe siècle.

## Galerie

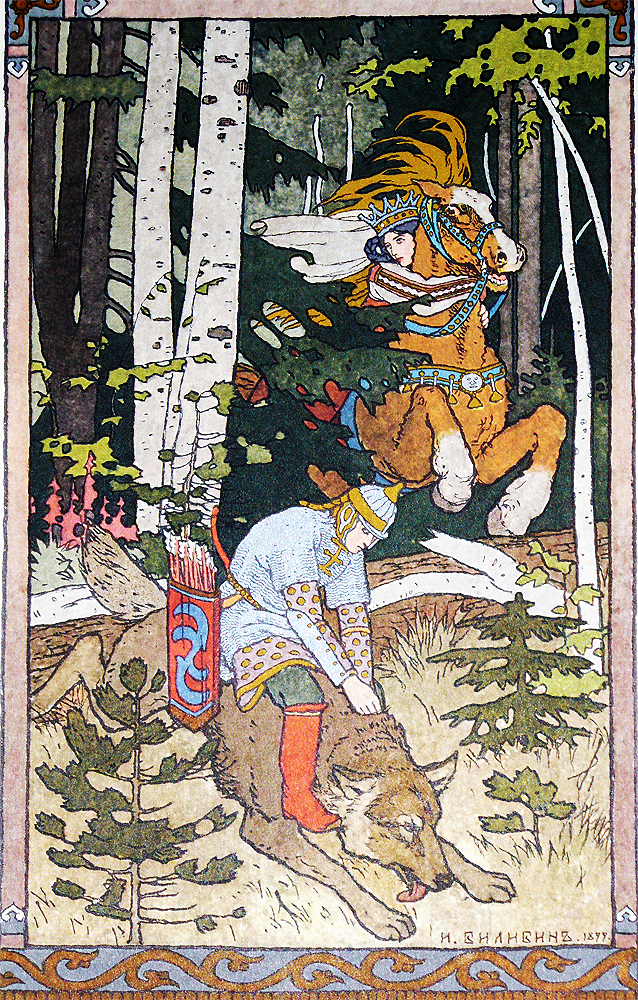
Ivan Bilibine Ivan Tsarévitch chevauchant le loup gris (1899)
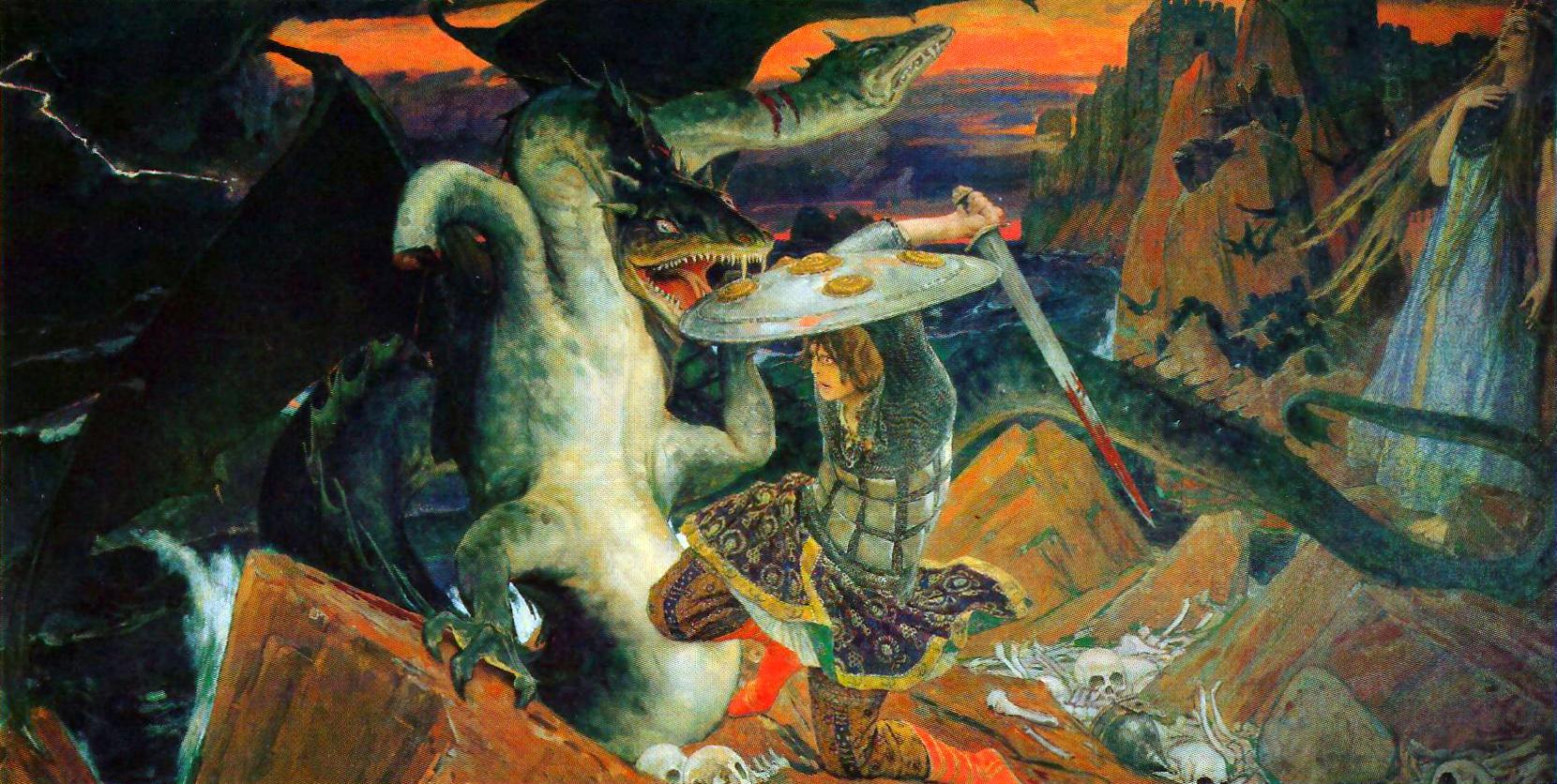
Viktor Vasnetsov La Lutte d'Ivan Tsarévitch avec le serpent de mer   (1912). Maison-musée V. Vasnetsov à Moscou.
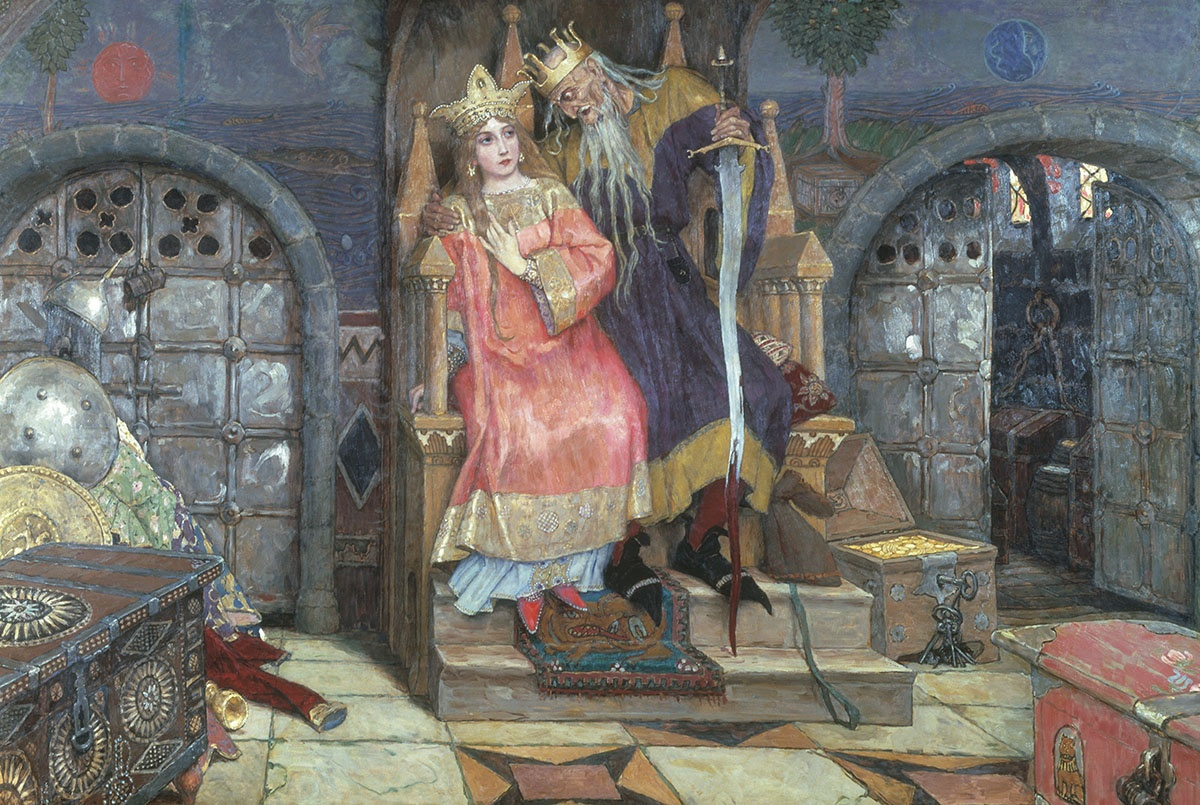
Viktor Vasnetsov Kochtcheï (1917–1928)
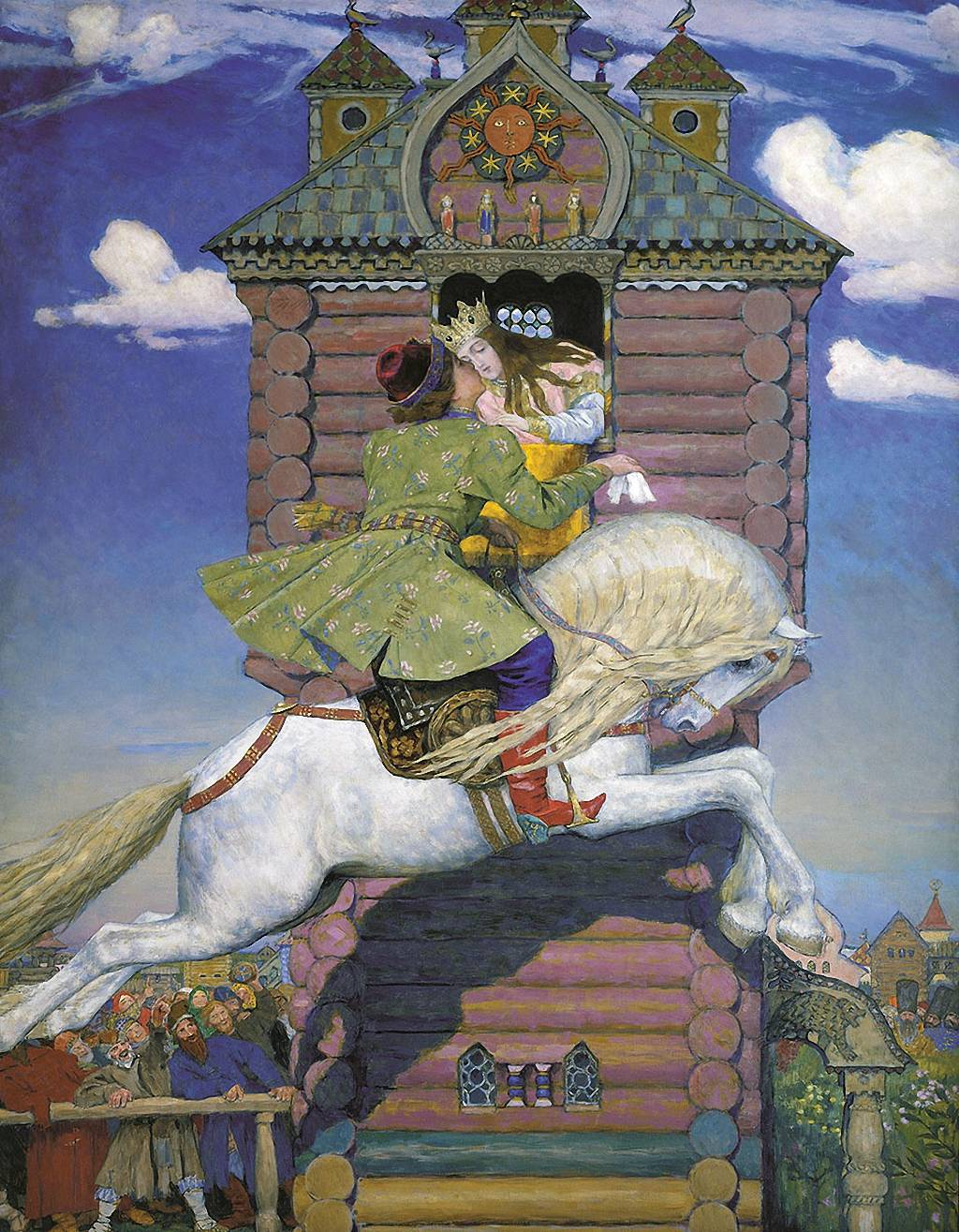
Apollinaire Vasnetsov «Sivko-Bourko» (1926)
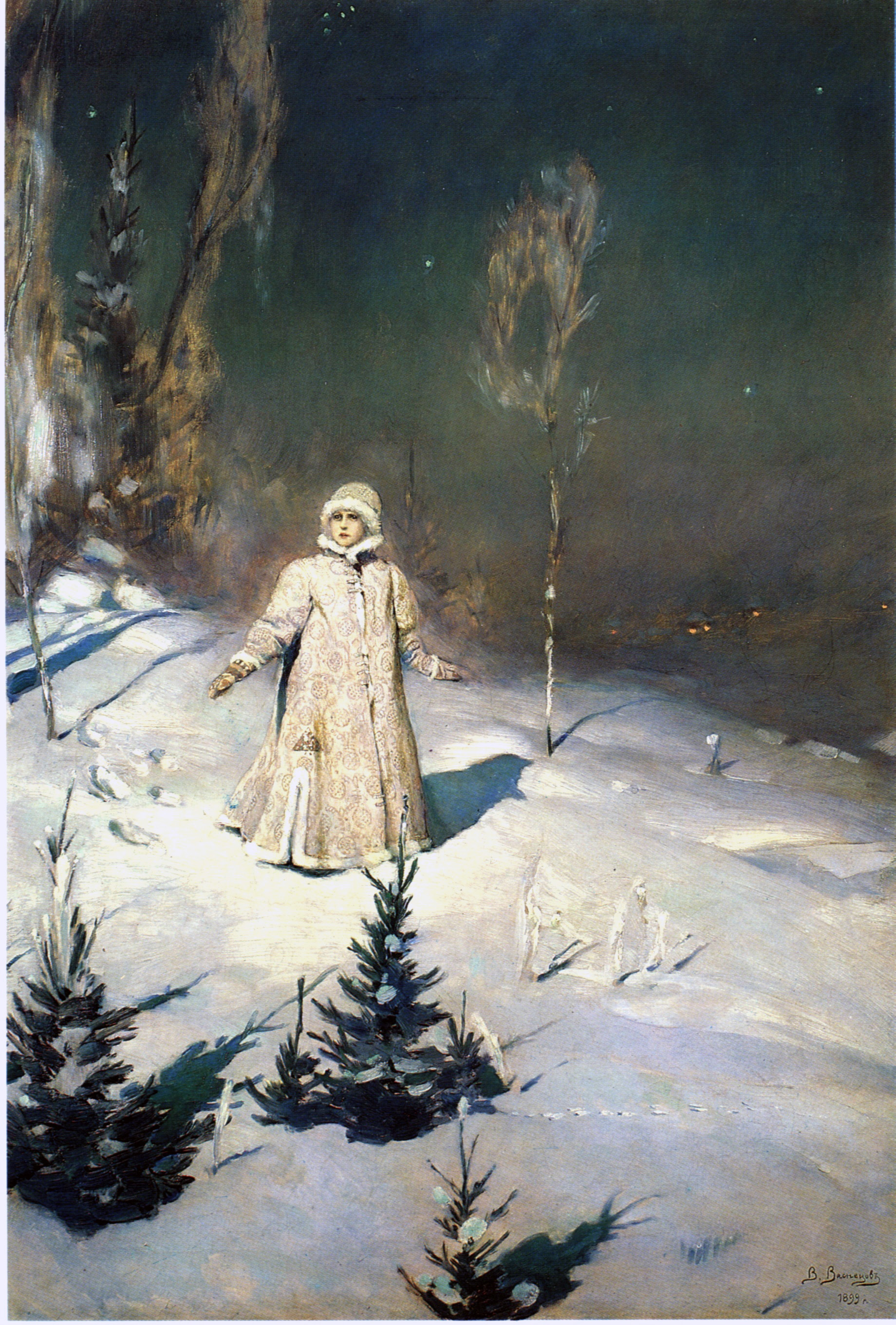
Apollinaire Vasnetsov Snégourotchka (1899)
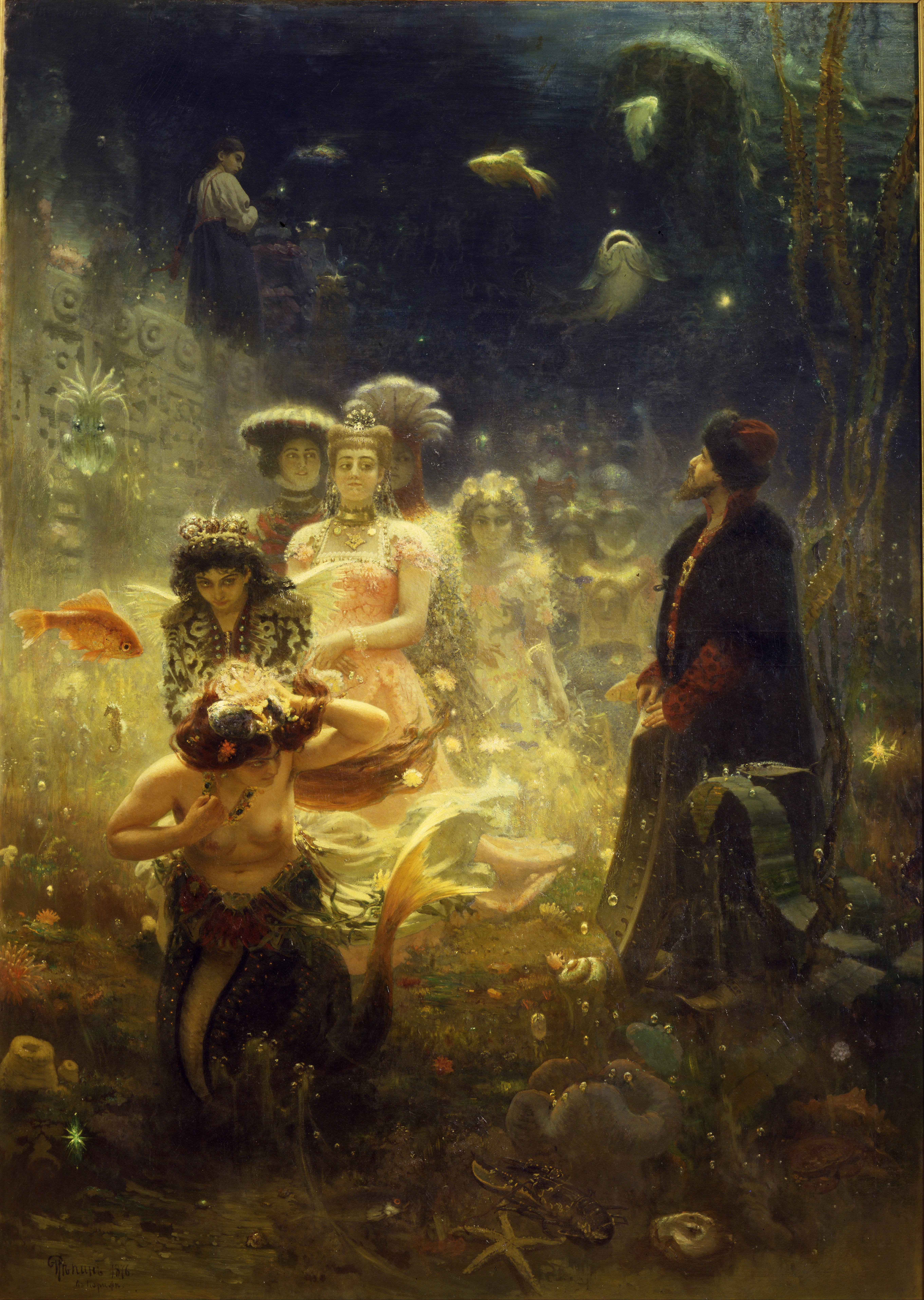
Ilia Répine Sadko (1876)